# Pollie Myers Hudson
Pollie Myers Hudson est une militante du mouvement américain des droits civiques.
Avec Autherine Lucy elle est la première Afro-Américaine admise à l'Université de l'Alabama en 1952.

## Jeunesse et éducation
Pollie Myers Hudson (née Myers) est née le 14 juillet 1932. Elle est la fille d'Alice Lamb et d'Henry Myers. Elle fréquente l’établissement universitaire historique, réservé aux personnes noires, fondé en 1898 et faisant partie du United Negro College Fund, le Miles College à Fairfield, Alabama.
Elle décède à Détroit le 17 mars 2003.

## Admission et procès à l'Université de l'Alabama
Le 24 septembre 1952, Pollie Myers Hudson et son amie proche Autherine Lucy postulent à l'Université de l'Alabama sans indiquer qu’elles étaient noires et elles sont acceptées. Cette démarche est initiée par Pollie Hudson, qui a convaincu Autherine Lucy, alors hésitante, de la suivre dans l’aventure. Autherine Lucy  dit plus tard « Au début, je pensais qu'elle plaisantait, et je l'ai vraiment fait».
Le journal, le Birmingham World, dans lequel Pollie Myers Hudson a travaillé, a célébré leur admission en première page. Réalisant qui étaient les candidates, l'Université a rapidement fait marche arrière.
Les deux femmes, militantes du mouvement des droits civiques, portent plainte pour discrimination raciale contre l’université avec le soutien de la National Association for the Advancement of Colored People (NAACP) soit en français « l’association nationale pour la promotion des gens de couleur».
Le 10 octobre 1955, la Cour suprême ordonne à l'Université d'admettre les deux femmes.
Après plus de trois ans de procès, l'Université autorise Autherine Lucy à assister aux cours, mais l’admission est refusée à Pollie Myers Hudson sur le motif qu’elle a eu un enfant hors mariage avec Mr Hudson (qu'elle épousera plus tard) et que cela prouve qu'elle est inadaptée à un cursus d'étudiant.

## Hommage officiel
Une Bourse Pollie Anne Myers-Pinkins AAAN Endowed Scholarship porte désormais son nom au sein de l'université d'Alabama, portée par The Black Alumni Association .